# Alpe di Rittana
L'Alpe di Rittana (1.796 m s.l.m., spesso in cartografia indicata semplicemente come l'Alpe) è una montagna delle Alpi Cozie situata sullo spartiacque tra Valle Stura di Demonte e valle Grana,  nella sottosezione delle Alpi del Monviso.
Nei pressi della cima convergono i confini comunali di Rittana, Valloriate e Monterosso Grana.

## Caratteristiche
L'Alpe rappresenta la maggiore elevazione della breve valle di Rittana, tributaria della Stura di Demonte. Separata dal vicino Beccas del Mezzodì da una sella a quota 1759 e dal colle Roccason (1761 m), in corrispondenza della cima il crinale si biforca. Il ramo meridionale, al quale appartiene il monte Tagliarè, separa la valle di Rittana dal ramo principale della valle Stura, mentre il ramo settentrionale la divide dalla val Grana.
Il panorama dalla cima del monte è molto esteso e va dalla Bisalta al monte Rosa.

## Ascensione alla vetta

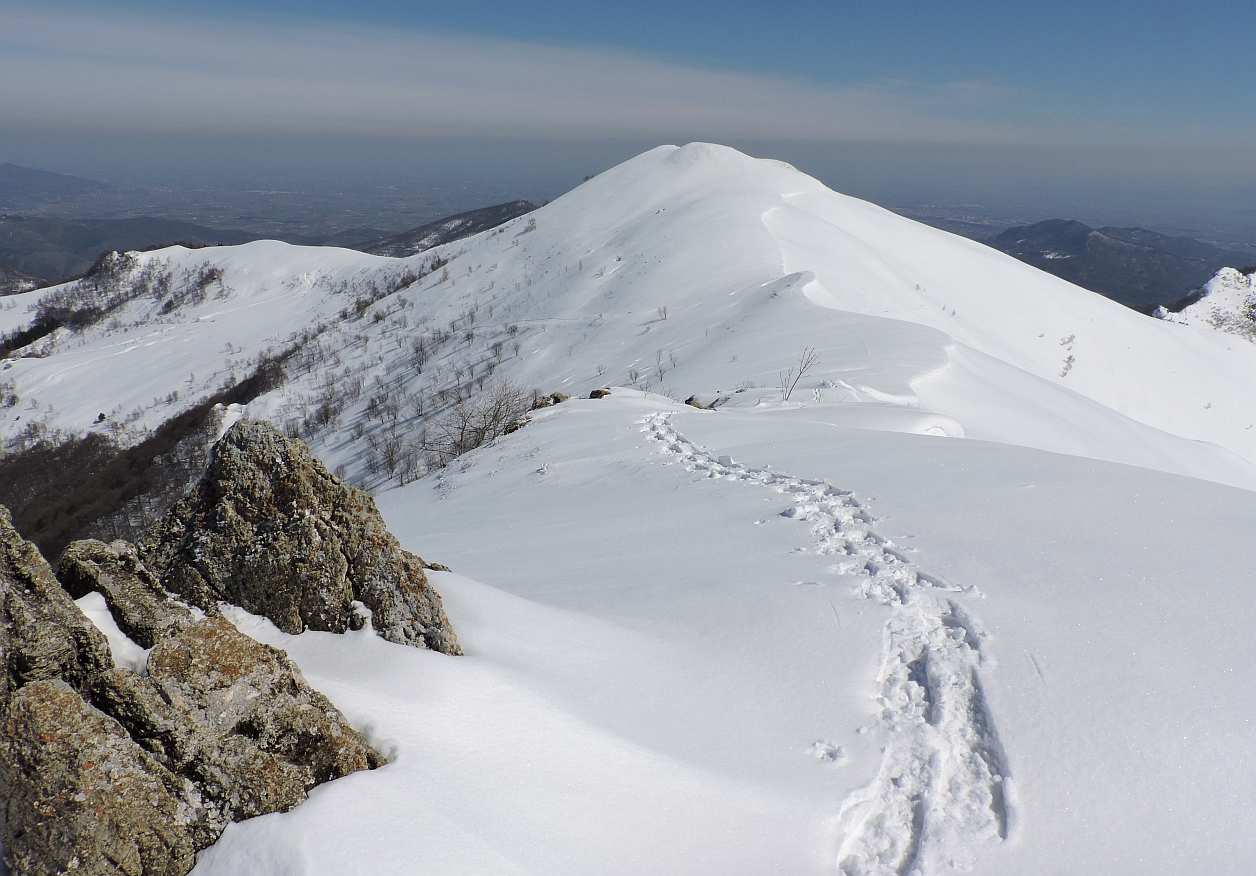
La montagna vista ovest

L'accesso estivo alla vetta può avvenire da diverse vie con itinerari su sentiero di tipo escursionistico, con difficoltà valutata in E. A volte la salita all'Alpe viene accoppiata a quella al Beccas del Mezzodì.
Piuttosto note e frequentate sono anche le vie di salita invernali, praticabili con gli sci da sci alpinismo o con le ciastre, come ad esempio quella con partenza dalla borgata Gorrè di Rittana.

## Punti di appoggio
- Rifugio Paraloup, situato alla base della montagna in valle di Rittana nell'omonima borgata, a quota 1360 ed aperto tutto l'anno.[5]